# Maniola jurtina
 Maniola jurtina là một loài bướm ngày được tìm thấy trong khu vực sinh thái Cổ Bắc giới. Phạm vi của nó bao gồm phía nam của châu Âu 62 N, về phía đông Ural thuộc Nga, Tiểu Á, Iraq, Iran, Bắc Phi và quần đảo Canaria. Con ấu trùng ăn cỏ.

## Mô tả
Loài tương tự là Pyronia tithonus (thích nghỉ ngơi với cánh mở) và Coenonympha pamphilus (nhỏ hơn).
Đây là loài có tính lưỡng hình giới tính ở loài này. Con đực ít nhiều màu sắc, với những đốm mắt nhỏ hơn và giảm nhiều khu vực màu cam trên cánh trước trên. Con đực hoạt động nhiều hơn và di chuyển nhiều nơi hơn còn con cái bay ít hơn và thường có thể không rời các khu vực nơi họ lớn lên.

## Chế độ ăn
Các loài cây sâu bướm loài bướm này ăn gồm Poa trivialis, Poa pratensis, Festuca spp., Agrostis spp., Dactylis glomerata, Brachypodium sylvaticum, Helictotrichon pubescens. Loài cây chúng ít ăn hơn gồm có Poa, Bromus, Festuca, Milium, Brachypodium, Lolium, Avena, Alopecurus, Anthoxanthum.
Bướm trưởng thành ăn mật hoa các loài cây sau Centaurea , Cirsium, Leontodon, Erica, Rubus, Heracleum, Eupatorium, Origanum, Senecio, Scabiosa, Succisa, Ligustrum, Filipendula....

## Hình ảnh

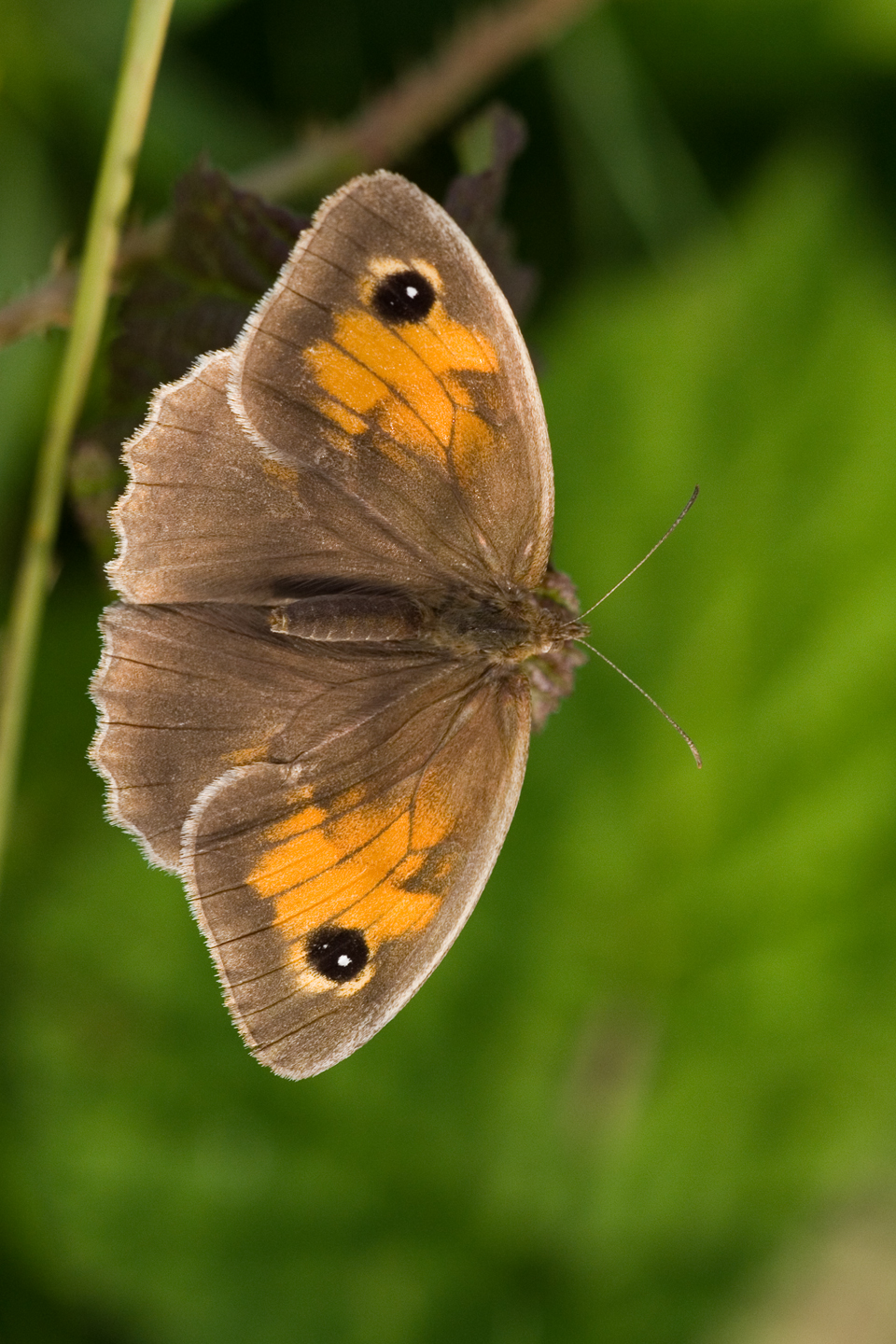
♀
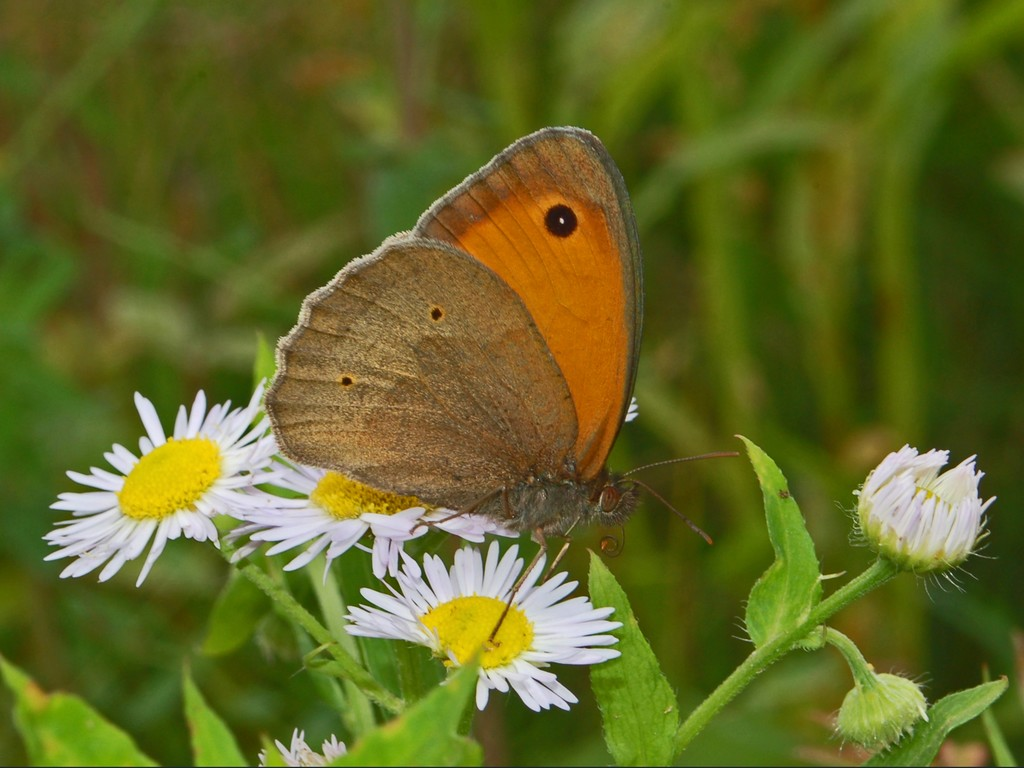
♂
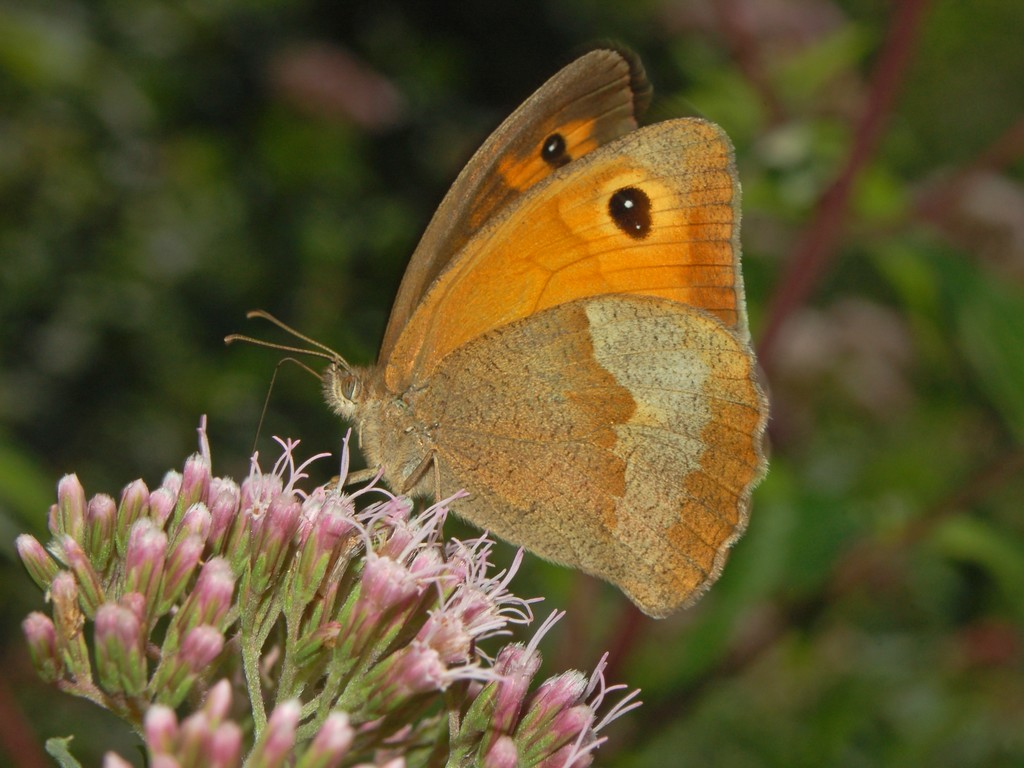
♀
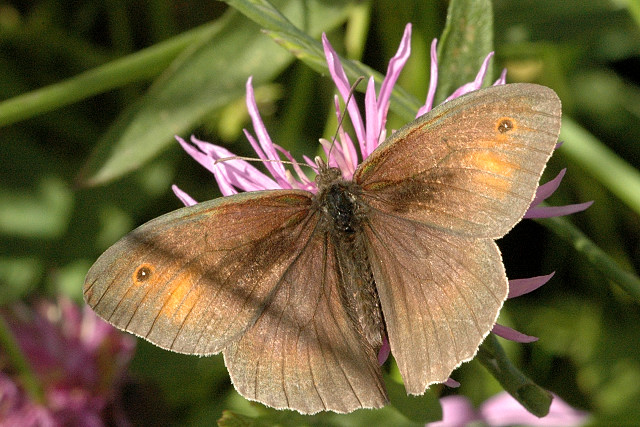
♂
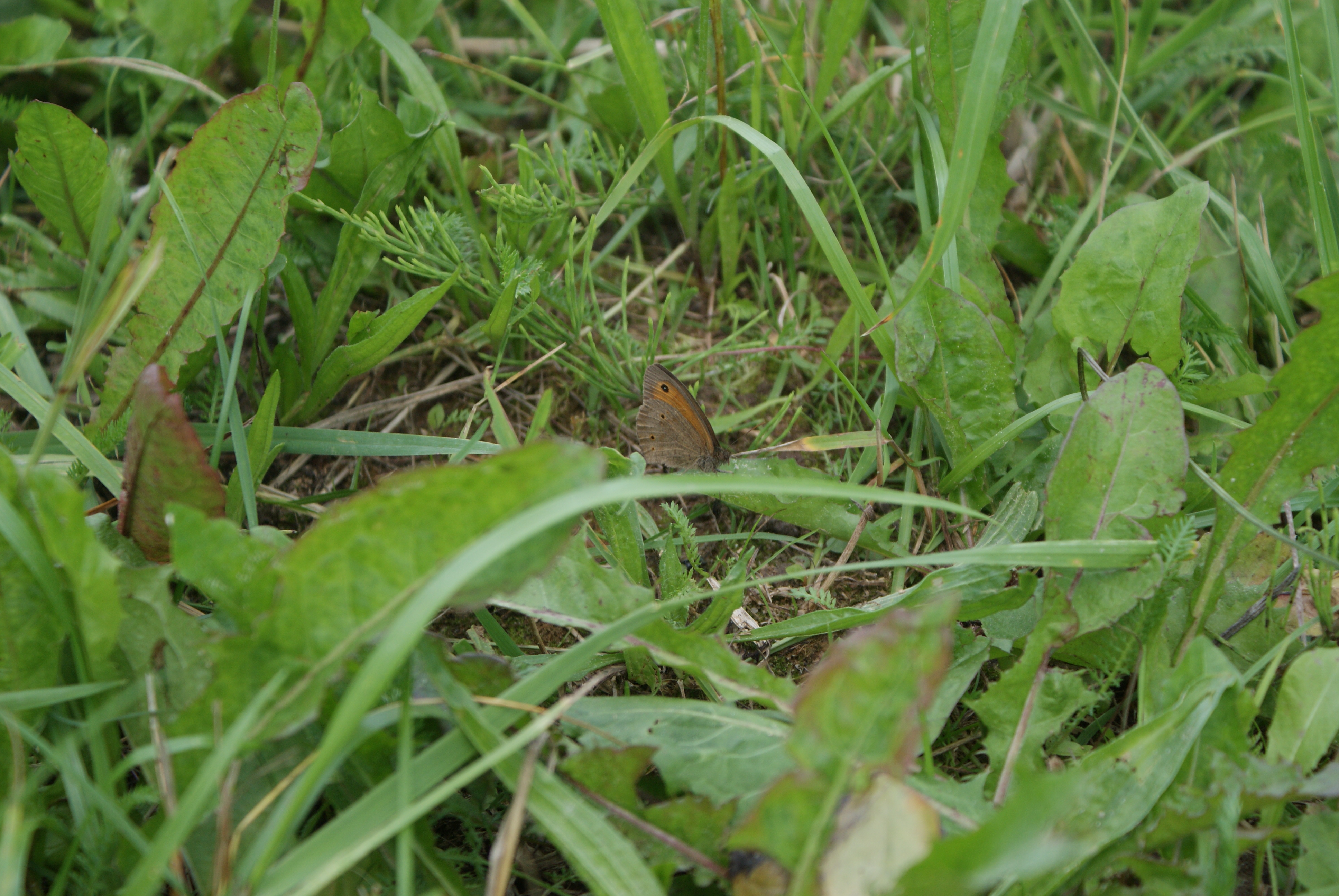
♂
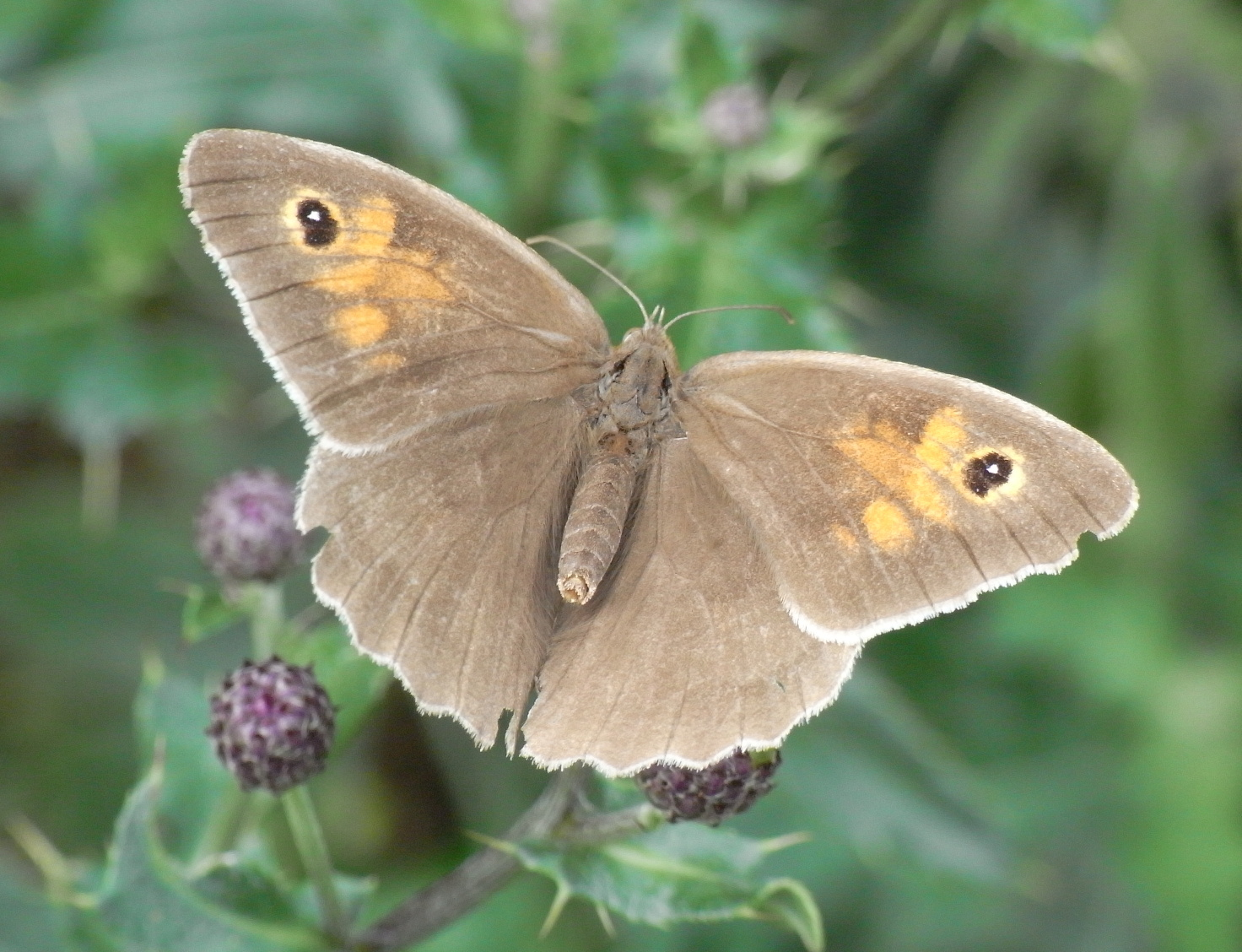
♀
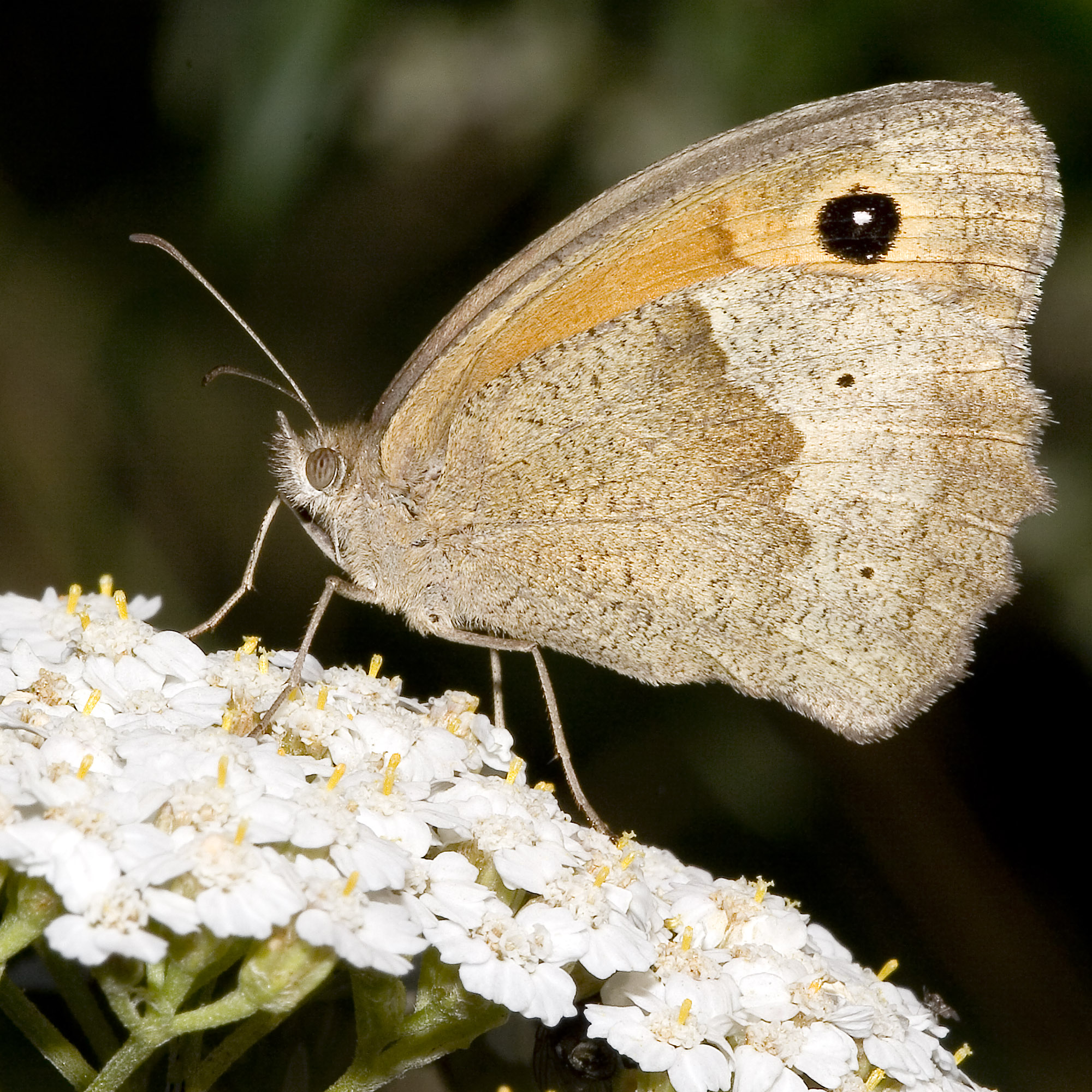
♀